# Тришин, Владимир Никифорович
Влади́мир Ники́форович Три́шин (1899, д. Алфёрово Белёвского уезда Тульской губернии — после 1961 года) — председатель Верховного Суда Бурят-Монгольской АССР. Входил в состав особой тройки НКВД СССР.

## Биография
Владимир Никифорович Тришин родился в 1899 году в семье крестьян деревни Алфёрово Белёвского уезда Тульской губернии. Окончив 4 класса земской школы, с 1912 года по 1917 годы выполнял различную наёмную работу, в частности, в сельском хозяйстве и на химическом производстве. Служил ломовым возчиком станции Мытищи-Москва. В 1918 году состоял в отряде по охране советского имущества при Лихвинском уездном военкомате Калужской губернии.
С 1919 по 1922 годы Владимир Тришин служил в РККА. Участвовал в боях против армии Антона Деникина. Обучался в Грозненской окружной военно-хозяйственной школе, по окончании которой, в 1921 году, там же заведовал вещевым складом. В мае 1922 года из армии демобилизовался и до 1927 года работал инспектором уголовного розыска Лихвинской уездной милиции.
Далее Владимир Тришин работает в судебных органах. Его путь с 1927 по 1932 годы — народный судья, уполномоченный Калужского губернского суда, старший народный судья Чехалинского района Тульской области.
С 1932 по 1934 годы Тришин обучается на Центральных заочных курсах советского права. По окончании направляется на работу в Бурят-Монгольскую АССР в качестве члена Главного Суда республики.
22 августа 1935 года В. Н. Тришин утверждается заместителем Председателя Главного Суда Бурят-Монгольской АССР, а в октябре 1936 года обкомом ВКП(б) выдвигается на пост Председателя Верховного Суда республики. В этой должности В. Тришин работал до августа 1940 года. Период отмечен вхождением в состав особой тройки, созданной по приказу НКВД СССР от 30.07.1937 № 00447 и активным участием в сталинских репрессиях.
С августа 1940 года по июль 1941 года Владимир Тришин — народный судья Пригородного района города Улан-Удэ.
В годы Великой Отечественной войны служит членом Военного Трибунала Забайкальского военного округа, затем назначается Председателем Военного Трибунала Улан-Баторского гарнизона.
По демобилизации из армии в январе 1947 года, Владимир Тришин направлен на работу в Министерство юстиции Бурят-Монгольской АССР в качестве заместителя министра. По рекомендации Председателя Верховного Суда республики с мая 1957 года Тришин становится его первым заместителем.

## Завершающий этап
В феврале 1961 года Владимир Никифорович Тришин освобождён от занимаемой должности в связи с уходом на пенсию.

## Награды
- «Медаль «За боевые заслуги»»
- Медаль «За победу над Германией в Великой Отечественной войне 1941—1945 гг.»
- Медаль «За победу над Японией»
- Медаль «За трудовую доблесть»